# 홍용준
홍용준(洪龍駿, 1919년 7월 29일 ~ 1979년 8월 21일)은 대한민국의 정치인이다. 제5대 국회의원을 지냈다.

## 학력
- 서울종암공립보통학교 졸업
- 경성상공중학교 중퇴
- 일본 국사관 무덕전문학교 졸업

## 경력
- 대한독립촉성국민회 서울시당 성동구 청년부대장
- 대한유도회이사
- 서울특별시의회 의원
- 민주당 서울시당 성동구 을 지역위원회 위원장

## 역대 선거 결과
|  | 50.83% |

|  | 27.94% |

|  | 38.57% |

|  | 0.95% |